# トーマス・ホジスキン
トーマス・ホジスキン（Thomas Hodgskin、1787年12月12日 - 1869年8月21日）は、イギリスの社会思想家、評論家。

## 生涯
ケント州チャタムに生まれる。父がチャタム工廠で働いていたこともあり12歳で海軍に入隊し、対ナポレオン戦争に従事し中尉まで昇進した。1812年に上官とのトラブルにより軍法会議をへて職を解かれる。この事件は1813年に彼の最初の著述である「海軍規律について An Essay on Naval Discipline」を書かせるきっかけとなった。研究のためエジンバラ大学へ入学し、その後1815年にロンドンへ来てフランシス・プレイスという人物と友人になり、ジェームズ・ミルやベンサムなどの功利主義者のサークルに紹介された。ミルの仲介により1822年から「モーニング・クロニクル Morning Chronicle」紙の通信員として雇われ、ロンドンの機械工と接触するようになり、労働問題に関心を持つ。1823年にジョージ・バークベックに協力してロンドン職工学校を創立し、経済学を講義する。この時の生徒にはウィリアム・ラヴェット、ヘンリー・ヘザリントンなど後のチャーティズム指導者がいた。1832年から15年間は「エコノミスト The Economist」紙の記者として働くが、その晩年は労働運動から離れている。

## 思想
ピアシー・レーヴェンストンの影響で、ホジスキンは資本主義と株式取引所の反対者となった。さらに彼はリカードを研究し、｢賃金の鉄則」の概念を受け入れ、当時流行していたベンサム流の功利主義の代わりにロックの「自然権哲学」を用いて政治や財産について論じている。
1824年から団結禁止法廃止についての議会を傍聴し、ホジスキンは資本と労働の闘争が全国いたるところで展開されていると感じる。彼は、流通資本・固定資本は労働者による共存労働に比べると付随的な存在であり、それらの資本に還元される利潤を稼ぐために労働者は必要以上の労働量を費やす、と考えた。資本（資本家）は生産にほとんど寄与していないにもかかわらず、労働大衆から剰余生産物が奪われ資本家に与えられている。
分配の不正を是正するには、自由な労働を保障し、労働者間の公正な「自由競争」に任せるしかない。ここにいたって、ホジスキンは社会主義者たちと袂を分かつ。労働の全生産物は労働者に与えられるべきと論じながら、そのような財産の自然権を回復する使命は労働階級ではなく中産階級のものであろうと結論している。財産の共有を主張したオーウェンに対して、ロックの財産権への意見をもとに、社会の福祉にとって個人財産を自然かつ本質的なものと考えたホジスキンは反資本主義者であるとしても社会主義者とはいえない。

## 著書
- "北ドイツへの旅 Travels in North Germany" (1820年)
- "資本の主張に対する労働の弁護 Labour Defended against the Claims of Capital" (1825年)
- "通俗経済学 Popular Political Economy" (1827年)
- "財産の自然権と人為権の対照 Natural and Artificial Right of Property Contrasted" (1832年)

### 日本語訳
- 『労働擁護論』（昭和23年、日本評論社）